# Direito de petição
O direito de petição é definido como o direito dado a qualquer pessoa que invocar a atenção dos poderes públicos sobre uma questão ou uma situação. Essa invocação dos Poderes Públicos pode se dar para que se denuncie uma lesão concreta, para que se peça a reorientação da situação, ou para que se solicite uma modificação do direito em vigor no sentido mais favorável à liberdade. Sendo assim, é um importante instrumento de defesa jurisdicional de direitos e interesses gerais ou coletivos. 
De acordo com a classificação de Kildare Gonçalves Carvalho, o direito de petição é tido como uma garantia política. 
Por garantia entende-se que o direito de petição possui um aspecto instrumental, pois está a serviço de certos direitos fundamentais reconhecidos e declarados na Constituição, assegurando o livre exercício dos mesmos – esses direitos fundamentais serão, eventualmente, os que estiverem sendo reivindicados na petição. 
Como garantia especificamente política, tem-se que esse direito visa levar ao Poder Público o conhecimento de uma informação ou notícia de um ato ilegal, abusivo ou que vá contra direitos, para que o órgão público tome medidas necessárias que atendam a petição. Desse modo, trata-se de evidente instrumento de participação política.

## Histórico
O direito de petição nasceu na Inglaterra, durante a Idade Moderna, fruto das Revoluções inglesas, especialmente a de 1628.  Compreendido na Carta Magna de 1215, o right of petition somente se consolidou na Declaração de Direitos de 1689, consistindo no simples direito de o Grande Conselho, e depois de o Parlamento, pedir ao rei que sancionasse leis. 
Mais tarde,esse direito integrou as Declarações de Direitos clássicas, como a da Pensilvânia, de 1776 (artigo 16), e foi fortalecido na Constituição Francesa de 1791 (artigo 3º), a qual ampliou os peticionários e o objeto de petição. Nos Estados Unidos, evoluiu para incluir o direito ao lobby.
A Declaração Universal dos Direitos Humanos prevê o direito a "audiência justa e pública por parte de um tribunal independente e imparcial, para decidir de seus direitos e deveres ou do fundamento de qualquer acusação criminal contra ele" (Art. X).

## No Brasil

### Previsões Constitucionais
Sendo um clássico direito fundamental, já se consta desde a Carta Constitucional de 1824. Ela estabelecia no seu art. 179, inciso XXX que “todo cidadão poderá apresentar, por escrito, ao Poder Legislativo e ao Executivo, reclamações, queixas, ou petições, e até expor qualquer infração da Constituição, requerendo perante a competente autoridade a efetiva responsabilidade aos infratores”.
As demais Constituições brasileiras também consagraram esse direito de petição (Constituição de 1891, art. 72, caput; Constituição de 1934, art. 113, n. 10; Constituição de 1937, art. 122, n. 7; Constituição de 1946, art. 141, § 37; Constituição de 1967/69, art. 150, § 30; Constituição de 1988, art. 5º, XXXIV).

### Âmbito de proteção do direito de petição
A Constituição Federal de 1988 assegura no art. 5º, XXXIV, alínea “a” “o direito de petição aos Poderes Públicos em defesa de direitos ou contra ilegalidade ou abuso de poder" (art. 5.º, XXXIV, "a"). Além dessa forma genérica, o texto constitucional prevê casos específicos de exercício do direito, como a ação popular (art. 5.º, LXXIII).
Desse direito, decorre-se que, o mesmo se presta tanto à defesa de direitos individuais contra eventuais abusos, como também para a defesa de interesses gerais e coletivos, sendo um instrumento de nítido exercício das prerrogativas democráticas.  Além disso, dirigida a petição à autoridade competente – órgãos do Legislativo, Executivo ou Judiciário-, cabe à mesma o dever de rever ou eventualmente corrigir certa medida.
Na Constituição anterior de 1967, esse direito vinha associado no artigo 153, § 30, ao direito de representação, o que fora modificado na Constituição de 1988. Desse modo, subentende-se que o constituinte teve a intenção de unificar esses dois direitos pelo fato de que a representação se manifesta por intermédio de uma petição.
Em relação ao objetivo da petição, em se tratando de abuso de poder, pode-se afirmar estar ainda em vigor a Lei n. 4.898/65 (Lei de Abuso de Autoridade), que regula o direito de representação e o processo de responsabilidade administrativa, civil e penal contra autoridades que, no exercício de suas funções, cometerem tais abusos.
Nesse sentido, diferentemente do direito de ação, o qual possui caráter jurisdicional – e não administrativo, como no direito de petição em questão-, o peticionário não tem o dever de demonstrar lesão ou ameaça de lesão a interesse, pessoal ou particular. 

### Legitimidade ativa e passiva
Esse direito, de caráter universal, pode ser exercido por qualquer pessoa física ou jurídica, nacional ou estrangeira, ou até mesmo a entes não dotados de personalidade jurídica, podendo ser exercido individual ou coletivamente.
Essa petição deverá ser destinada ao órgão ou à autoridade competente. As petições dirigidas a entidade incompetente devem ser reenviadas ou, pelo menos, deve-se dar ao competente órgão a ciência da existência do pleito.

### Conformação e limitação
O direito de petição, embora não contemple reserva legal expressa, não impede a adoção de medidas que confiram maior eficácia a esse direito pelo legislador.
Exemplo dessas medidas é o fato de que certas pessoas submetidas a determinados regimes, como os carcerários de segurança máxima, podem ficar proibidas de comunicar-se com o exterior por determinado período. A restrição desse direito a essas pessoas se dá pelo fato de esse direito conflitar-se com outros princípios constitucionais como o da segurança pública, previsto no Art. 144 da Constituição Federal.

### Pretensão de ser informado
Após a análise pelo órgão competente da referida petição, o texto constitucional não se refere a nenhum direito ao titular da petição de ser informado sobre o resultado dessa apreciação. No entanto, subentende-se que essa informação decorre desse direito, mas caso a mesma não seja feita, é cabível a utilização do mandado de segurança para a obtenção de algum pronunciamento do Poder Público.
A Lei de Procedimento Administrativo-Lei federal n. 9.784/99, art. 48- deu maior eficácia a esse direito. A mesma estabeleceu que a Administração deve emitir decisão de seus processos administrativos, dispondo de trinta dias para decidir, salvo por prorrogação expressamente motivada. Tal disposição legislativa tutela outra garantia como o direito à razoável duração do processo nos âmbitos judicial e administrativo, previsto no Artigo 5º, inciso LXXVIII da Constituição Federal.

### Admissibilidade
Não há claras exigências no texto constitucional sobre os requisitos de admissibilidade do direito de petição. Entretanto, o pedido de petição pode conter pretensão indevida ou juridicamente vedada, nos casos de eventuais afirmações injuriosas ou caluniosas, não podendo esse direito ser utilizado no intuito de proferir ofensas pessoais.
A jurisprudência do Supremo Tribunal também ressalva que “a necessidade de narrar ou de criticar atua como fator de descaracterização do tipo subjetivo peculiar aos crimes contra a honra, especialmente quando a manifestação considerada ofensiva decorre do regular exercício, pelo agente, de um direito que lhe assiste (direito de petição) e de cuja prática não transparece o pravus animus, que constitui elemento essencial à positivação dos delitos de calúnia, difamação e/ou injúria” 
Ressalta-se, também, que o direito de petição não assegura a possibilidade de o interessado — que não dispõe de capacidade postulatória — caso ingresse em juízo, litigue em nome próprio, independentemente de advogado. No entanto, a posição reflete uma tendência de flexibilização, principalmente no que tange às questões cíveis submetidas aos Juizados Especiais Estaduais e também aos Juizados Especiais Federais.

## Em Portugal
A Constituição da República Portuguesa consagra o direito a qualquer cidadão, de forma colectiva ou individual, de peticionar perante os órgãos de soberania ou quaisquer autoridades, que devem responder em prazo razoável.